# 阪急阪神不動産
阪急阪神不動産株式会社（はんきゅうはんしんふどうさん、英: Hankyu Hanshin Properties Corp.）は、大阪府大阪市北区芝田（梅田地区）に本社を置く日本の総合不動産会社。阪急阪神東宝グループ（旧・阪急東宝グループ）に属している。阪急阪神ホールディングスの完全子会社であり、同社の不動産事業を展開する中核会社。
同じく阪急阪神東宝グループの一員である阪急電鉄、阪急阪神百貨店、東宝、阪急阪神ホテルズと共にみどり会の会員企業であり、旧・三和銀行（後の三菱UFJ銀行）を中心とした三和グループに属している。

## 概要
2018年以前の社名は「阪急不動産」。阪急・阪神沿線を中心に、グループの神鉄・能勢電・北急沿線、首都圏、中京圏（名古屋都市圏）も含めた広域で、GEO（ジオ）ブランドを用いた分譲マンション・分譲戸建を中心とした、住宅開発・販売を手掛ける。また、グループ内で不動産投資信託（REIT）の阪急阪神リート投資法人を運営している。
住宅開発・販売以外に、土地活用、不動産の仲介・斡旋、増改築・リフォーム、土地・建物の賃貸管理なども行っている。また、かつては保険代理店業務（損害保険と生命保険）も行っていたが、2009年1月に、グループ内での事業再編に伴って新設された阪急阪神保険サービスに事業を移管している。
かつての親会社・阪急電鉄は彩都など自社の沿線を中心に住宅開発を手掛けたこともあったが、のちに不動産事業は旧阪急不動産に特化させ、旧阪急不動産が戸建も含めた分譲住宅事業を手掛けていた。その後、阪急電鉄と阪神電気鉄道が経営統合したことにより阪急阪神ホールディングスが誕生して以降は、旧阪急不動産と阪神電気鉄道とのJVによる分譲戸建・分譲マンションの開発・販売も行われるようになったが、2018年3月までは、旧・阪急不動産は分譲マンション事業に特化し、分譲戸建事業については阪神電気鉄道に移管して特化させることで、競合がないようグループ内で棲み分けしていた（阪神電気鉄道#不動産事業も参照）。
2018年4月1日、阪急電鉄が所有する旧・阪急不動産の全株式を阪急阪神ホールディングスに譲渡し、旧・阪急不動産を同社の子会社へとさせると同時に、阪急電鉄及び阪神電気鉄道の不動産事業も併せて移管し統合したことで、商号を阪急不動産株式会社から阪急阪神不動産株式会社へと変更。事業再編以降は阪急沿線・阪神沿線を中心に、分譲戸建事業・分譲マンション事業・オフィスビルや商業施設の開発・賃貸・運営管理、また海外での住宅、賃貸開発・物流倉庫プロジェクトを手掛けている。

### 工場跡地開発
関西大学と共同で、JR高槻駅北東地区開発事業「MUSE（ミューズ）たかつき」を実施中。

### 住宅開発・販売
住宅開発・販売では、彩都ガーデンヒルズやまぶき、彩都ガーデンビレッジやまぶきや茨木サニータウンといった大規模開発を抱えている。

## 沿革
- 1947年（昭和22年）
  - 2月 - 株式会社浪花商店街として設立（本店：大阪市西区）、土地・建物の賃貸業務を開始
  - 3月 - 浪花企業株式会社に商号変更
- 1959年（昭和34年）10月 - 営業休止
- 1967年（昭和42年）
  - 5月 - 北野土地株式会社及び四条土地建物株式会社を吸収合併し、営業再開
  - 6月 - 阪急不動産株式会社に商号変更、本店を京都市下京区に移転
  - 10月 - （旧）阪急不動産株式会社（本店：大阪市）を吸収合併（資本金12億2千万円）
  - 11月 - 本店を大阪市北区高垣町16番地 東阪急ビルディングに移転　※1978年（昭和53年）2月より大阪市北区角田町1番1号に住居表示変更
  - 12月 - 大阪証券取引所市場第一部に上場（額面50円）
- 2000年（平成12年）2月 - 不動産証券化を実施
- 2002年（平成14年）
  - 3月 - 株式上場廃止
  - 4月 - 株式交換により阪急電鉄株式会社の100%の子会社となる
  - 10月 - 株式会社ギャザ阪急を吸収合併
- 2003年（平成15年）2月 - 株式会社阪急ファイブを吸収合併
- 2004年（平成16年）7月 - 能勢電産業株式会社を吸収合併
- 2018年（平成30年）4月 - 阪急電鉄株式会社から阪急阪神ホールディングスに当社株式が譲渡、阪急電鉄株式会社及び阪神電気鉄道株式会社の不動産事業を当社に移管、阪急阪神不動産株式会社に商号変更、本店を大阪市北区芝田1丁目1番4号 阪急ターミナルビルに移転

（旧）阪急不動産株式会社
- 1952年（昭和27年）
  - 9月 - 阪急不動産株式会社として設立（本店：大阪市北区角田町41番地 阪急ビルディング）、土地・建物の賃貸業務を開始
  - 12月 - 株式会社淀屋橋ビルディング及び神戸土地興行株式会社を吸収合併
- 1953年（昭和28年）
  - 3月 - 本店を大阪市北区角田町31番地 阪急航空ビルに移転
  - 8月 - 本店を大阪市北区曽根崎上四丁目29番地 桜橋ビルに移転
- 1956年（昭和31年）9月 - 大阪証券取引所における店頭銘柄として承認
- 1957年（昭和32年）9月 - 神戸証券取引所における店頭銘柄として承認
- 1961年（昭和36年）10月 - 大阪証券取引所市場第二部上場銘柄に指定される
- 1963年（昭和38年）
  - 8月 - 大阪証券取引所市場第一部上場銘柄に指定替え
  - 9月 - 本店を大阪市北区梅田8番地 新阪急ビルディングに移転
- 1966年（昭和41年）3月 - 本店を大阪市北区高垣町16番地 東阪急ビルディングに移転
- 1967年（昭和42年）
  - 9月 - 大阪証券取引所への株式上場を廃止
  - 10月 - 株式額面変更のため阪急不動産株式会社（本店：京都市）に吸収合併

## 関係会社等

### 親会社
- 阪急阪神ホールディングス

### 子会社
- 阪急阪神エステート・サービス - 旧阪神不動産。阪神不動産時代は阪神電気鉄道の完全子会社であったが、事業再編により2018年4月1日付で現社名へ変更、また併せて阪急阪神不動産の完全子会社となった。
- 阪急阪神ビルマネジメント
- 阪急阪神リート投信 - 阪急阪神リート投資法人の資産運用会社
- 阪急阪神不動産投資顧問 - 不動産私募ファンドのアセットマネジメント会社
- Hankyu Hanshin Properties Vietnam Company Limited - ベトナムにおける現地法人。当社完全子会社。
- 阪急阪神ホテルズ